# Sanda Toma (actriță)
Sanda Toma (n. 27 octombrie 1934, București, România – d. 26 noiembrie 2022) a fost o actriță română.

## Biografie
Sanda Toma s-a născut în București, în 1934. Urmează școala maicilor catolice de pe strada Pitar Moș, până în 1948, când are loc reforma învățământului, apoi Liceul „Gheorghe Lazăr”. Absolvă Institutul de Artă Teatrală și Cinematografică "Ion Luca Caragiale" din București.
A fost căsătorită cu actorii Dan Damian și Mihai Pălădescu.
Actrița Sanda Toma a murit pe 26 noiembrie 2022, la aproape o lună după ce împlinise venerabila vârstă de 88 de ani.

## Cariera

### Roluri în teatru

#### Teatrul Național Craiova (1956-1958)
- Rosina - „Bărbierul din Sevilla" de Pierre Augustin de Beaumarchais, regia Val Mugur
- Essie - „Discipolul diavolului" de George Bernard Shaw, regia Ion Olteanu
- Cecily - „Bumbury" de Oscar Wilde, regia Ion Olteanu
- Tinca - „Tudor din Vladimiri" de Mihnea Gheorghiu, regia Radu Penciulescu
- Checca - „Gălcevile din Chioggia" de Carlo Goldoni, regia Dinu Cernescu
- Liusea - „Ani de pribegie" de Aleksei Arbuzov, regia Val Mugur
- Madam Suliță - „Mielul turbat" de Aurel Baranga
- „Mormolocul" de Vasile Nițulescu, regia Radu Penciulescu

#### Teatrul de Comedie (1961-1994)
- Diana, fata în albastru - „Celebrul 702" de Alexandru Mirodan, regia Moni Ghelerter
- Lucile - „Burghezul gentilom" de J.B.P. Molière, regia Lucian Giurchescu
- Prințesa Luiza - „Umbra" de Evghenii Schwartz, regia Lucian Giurchescu
- Ellie Dunn - „Casa inimilor sfărâmate" de George Bernard Shaw, regia Radu Penciulescu
- Daisy - „Rinocerii" de Eugene Ionesco, regia Lucian Giurchescu
- Dany - „Ucigaș fără simbrie" de Eugene Ionesco
- Cressida - „Troilus și Cressida" de William Shakespeare, regia David Esrig
- Nadia - „Insula" de Mihail Sebastian, regia Crin Teodorescu
- Sașa - „Un Hamlet de provincie (Platonov)" de A.P. Cehov, regia Lucian Giurchescu
- Doamna Fleur  - „Croitorii cei mari din Valahia" de Alexandru Popescu, regia Lucian Giurchescu
- Estelle - „Cher Antoine" de Jean Anouilh, regia Lucian Giurchescu
- Teo - „Fata Morgana" de Dumitru Solomon, regia Mihai Dimiu
- Ofelia - „Șeful sectorului suflete" de Alexandru Mirodan, regia Moni Ghelerter
- Katrin (muta) - „Mutter Courage" de Bertold Brecht, regia Lucian Giurchescu
- Zița - „O noapte furtunoasă" de I.L. Caragiale, regia Lucian Giurchescu
- Dona Beatrix - „Noaptea la Madrid" de Calderon de la Barca, regia Valeriu Moisescu
- Liana - „Nic Nic" de Panco și Bursan, regia Lucian Giurchescu
- Irina - „Trei surori" de A.P. Cehov, regia Lucian Giurchescu
- Marie - Hèléne - „Cinema" de Jean Anouilh, regia Horea Popescu
- Charlotte Ivanovna - „Livada de vișini" de A.P. Cehov, regia Lucian Giurchescu
- Dona Elvira - „Don Juan" de J.B.P. Molière, regia Valeriu Moisescu
- Femeia necesară - „Există nervi" de Marin Sorescu, regia Florin Fătulescu
- Maude - „Harold și Maude" de Collin Higgins, regia Sanda Manu
- Toshie, Yoshida - „Strigoi la Kitahama" de Kobo Abe, regia Cătălina Buzoianu
- Atueva - „Procesul" de Suhovo- Kobîlin, regia Gheorghe Harag
- Clitemnestra - „Misterul Agamemnon" de Iosif Naghiu, regia Florin Fătulescu
- Flora van Huysen - „Pețitoarea" de Thronton Wilder, regia Valeriu Moisescu5

#### Teatrul Național
- Kate Keller - „Toți fiii mei" de Arthur Miller, regia Ion Caramitru, 2009
- Bunica lui Georgică - „Complexul România" de Mihaela Michailov, regia Alexandra Badea, 2008
- Bolnavul 6 (Slivinskaya), Femeia Bătrână, Vera Davidova - „Istoria comunismului povestită pentru bolnavii mintal" de Matei * Vișniec, regia Florin Fătulescu, 2007
- Nevasta - „Comedie roșie" de Constantin Turturică, regia Alexandru Tocilescu, 2006
- Mătușa Nonnie - „Dulcea pasăre a tinereții" de Tennessee Williams, regia Tudor Mărăscu, 2005
- D-na Boudard - „Egoistul" de Jean Anouilh, regia Radu Beligan, 2004
- Maud Melrose - „Așteptând la Arlechin" de Noel Coward, regia Ion Cojar, 2002
- Marianne - „Tartuffe" de J.B.P. Molière, regia Ion Finteșteanu,
- Decebal - „Titanic vals" de Tudor Mușatescu, regia Sică Alexandrescu, 1960
- Nastia - „A treia patetică" de Nikolai Pogodin, regia Moni Ghelerter, 1959
- Mirandolina, Dejanira - „Hangița" de Carlo Goldoni, regia Sică Alexandrescu, 1958
- Iulinca - „Un post rentabil" de Aleksandr Nikolaevici Ostrovski, regia Marietta Sadova, 1958
- Mucky - „Siciliana" de Aurel Baranga, regia Sică Alexandrescu
- Spectacole experimentale: „Pretioasele ridicole" de J.B.P. Molière si Spiridon - „O noapte furtunoasa" de I.L. Caragiale

### Televiziune
A lucrat mult în televiziune, înainte de 1989, prezentând emisiunile: „Magazin 111”, „Post Meridian”, „Zig-zag”, „Album Duminical”.
Dintre rolurile de dublaj realizate:
- Atlantida, imperiul dispărut, în rolul Wilhelminei Bertha Packard, vocea în original aparținându-i lui Florence Stanley (2001)
- Aventuri la firul ierbii (A Bug's Life), în rolul Reginei Furnicilor, vocea în original aparținându-i lui Phyllis Diller (2008).

### Teatru TV
- „Malițioasa mea fericire", „Cazul Pinedus", regia Letiția Popa
- „Copacii mor în picioare", regia Eugen Tudoran
- „Aici nu mai locuiește nimeni", serial TV, regia Malvina Urșianu
- Telerecital Sanda Toma

### Filmografie
- Bădăranii (1960) - Lucietta
- Darclée (1960)
- Celebrul 702 (1962)
- Zestrea (1973)
- Bunicul și doi delincvenți minori (1976)
- Tufă de Veneția (1977)
- Un om în loden (1979)
- Promisiuni (1985)
- Figuranții (1987)
- Harababura (1991)
- Divorț... din dragoste (1992)
- Crucea de piatră (1994)
- Aici nu mai locuiește nimeni (film TV, 1995)

## Distincții
- Premiul UNITER pentru întreaga activitate artistică, 2002
- Ordinul Muncii clasa a III-a (10 august 1964) „pentru merite deosebite în opera de construire a socialismului, cu prilejul celei de a XX-a aniversări a eliberării patriei”[4]
- Ordinul Meritul Cultural clasa a IV-a (6 noiembrie 1967) „pentru merite deosebite în domeniul artei dramatice”[5]
- Premiul III interpretare la Concursul republican din 1959
- Premiul II interpretare la „Concursul tinerilor artiști din teatrele dramatice" din 1957